# Serie B 2019-2020 (pallacanestro maschile)
La Serie B 2019-2020, per ragioni di sponsorizzazioni Serie B Old Wild West 2019-2020, è stata la sesta stagione come terzo livello del Campionato italiano di pallacanestro, la settima sotto la gestione della nuova LNP.
A causa della pandemia di COVID-19, il 2 aprile 2020 la LNP comunica la conclusione definitiva del campionato.

## Regolamento
Il 9 luglio 2019, giorno ultimo per le iscrizioni al campionato, le squadre partecipanti sono 64. La formula di quest'anno non prevede le Final Four visto che le promozioni in Serie A2 passeranno da 3 a 4.

## Girone A

### Squadre
| Squadra              | Stagione | Città             | Palazzetto                                     | Stagione precedente                             |
| -------------------- | -------- | ----------------- | ---------------------------------------------- | ----------------------------------------------- |
| Olimpo Alba          | ...      | Alba              | Pala 958 Santero                               | 7ª in Serie B Girone A                          |
| Fort. Alessandria    | ...      | Alessandria       | PalaCima                                       | 1ª in Serie C Gold Piemonte                     |
| Pol. Costa d'Orlando | ...      | Capo d'Orlando    | Pala LuxorBuilding (Barcellona Pozzo di Gotto) | 11ª in Serie B Girone D                         |
| Basket Cecina        | ...      | Cecina            | Palazzetto di Cecina                           | 14ª in Serie B Girone A                         |
| USE Empoli           | ...      | Empoli            | PalaSammontana                                 | 9ª in Serie B Girone A                          |
| Pino Drag. Firenze   | ...      | Firenze           | PalaCoverciano                                 | 1ª in Serie C Gold Toscana, promossa ai playoff |
| Basket Club Lucca    | ...      | Lucca             | PalaTagliate                                   | 5ª in Serie C Gold Toscana                      |
| Pall. Montecatini    | ...      | Montecatini Terme | PalaTerme                                      | 12ª in Serie B Girone A                         |
| Oleggio Basket       | ...      | Oleggio           | PalAmico (Castelletto sopra Ticino)            | 8ª in Serie B Girone A                          |
| Fulgor Omegna        | ...      | Omegna            | PalaBattisti (Verbania)                        | 1ª in Serie B Girone A                          |
| Green B. Palermo     | ...      | Palermo           | PalaMangano                                    | 13ª in Serie B Girone D                         |
| Golfo Piombino       | ...      | Piombino          | Palasport Tenda Piombino                       | 2ª in Serie B Girone A                          |
| Etrusca S. Miniato   | ...      | San Miniato       | Pala Crédit Agricole Italia                    | 5ª in Serie B Girone A                          |
| Cest. Torrenovese    | ...      | Torrenova         | PalaTorre                                      | in Serie C Silver Sicilia                       |
| Valsesia Basket      | ...      | Borgosesia        | Pala Loro Piana                                | 13ª in Serie B Girone A                         |

### Classifica
Aggiornata al 5 aprile 2020.
|  | Pos. | Squadra                       | Pt | G  | V  | P  | PtF  | PtS  | Dif  |
|  | ---- | ----------------------------- | -- | -- | -- | -- | ---- | ---- | ---- |
|  | 1.   | Blukart Etrusca San Miniato   | 36 | 22 | 18 | 4  | 1630 | 1409 | +221 |
|  | 2.   | All Food Enic Firenze         | 34 | 21 | 17 | 4  | 1648 | 1442 | +206 |
|  | 3.   | Paffoni Omegna                | 34 | 22 | 17 | 5  | 1600 | 1409 | +191 |
|  | 4.   | Green Basket Palermo          | 32 | 21 | 16 | 5  | 1607 | 1468 | +139 |
|  | 5.   | Solbat Piombino               | 30 | 22 | 15 | 7  | 1666 | 1444 | +222 |
|  | 6.   | Olimpo Basket Alba            | 30 | 22 | 15 | 7  | 1656 | 1577 | +79  |
|  | 7.   | Computer Gross Empoli         | 26 | 22 | 13 | 9  | 1635 | 1493 | +142 |
|  | 8.   | Geonova Lucca                 | 20 | 22 | 10 | 12 | 1630 | 1681 | -51  |
|  | 9.   | Basket Cecina                 | 18 | 22 | 9  | 13 | 1648 | 1673 | -25  |
|  | 10.  | Irritec Capo d’Orlando        | 14 | 23 | 7  | 16 | 1461 | 1740 | -279 |
|  | 11.  | Mamy Oleggio                  | 12 | 21 | 6  | 15 | 1541 | 1633 | -92  |
|  | 12.  | Gessi Borgosesia              | 12 | 22 | 6  | 16 | 1426 | 1585 | -159 |
|  | 13.  | Levante Torrenova             | 10 | 21 | 5  | 16 | 1322 | 1569 | -247 |
|  | 14.  | Montecatiniterme Basketball   | 10 | 22 | 5  | 17 | 1454 | 1667 | -213 |
|  | 15.  | Fortitudo Alessandria Sandàra | 8  | 21 | 4  | 17 | 1401 | 1535 | -134 |

Legenda:

      Qualificate ai Play Off
      Ammesse ai Play Out
      Retrocesse in Serie C regionale
 Promossa dopo i play-off in Serie A2 2021-2022.
 Retrocessa in Serie C Regionale.

## Girone B

### Squadre
| Squadra               | Stagione | Città                  | Palazzetto                     | Stagione precedente                               |
| --------------------- | -------- | ---------------------- | ------------------------------ | ------------------------------------------------- |
| Pall. Bernareggio     | ...      | Bernareggio            | Pala Reds                      | 9ª in Serie B Girone B                            |
| Pall. Crema           | ...      | Crema                  | Palazzetto Cremonesi           | 14ª in Serie B Girone B                           |
| JuVi Cremona          | ...      | Cremona                | PalaRadi                       | 6ª in Serie B Girone B                            |
| Basket Lecco          | ...      | Lecco                  | Centro Sportivo Albione        | 12ª in Serie B Girone B                           |
| Basket Mestre         | ...      | Mestre                 | PalaVega                       | 1ª in Serie C Gold Triveneto                      |
| Falconstar Monf.      | ...      | Monfalcone             | PalaPaliaga                    | 2ª in Serie C Gold Triveneto, promossa ai playoff |
| Nuova Pall. Olginate  | ...      | Olginate               | PalaRavasio                    | 10ª in Serie B Girone B                           |
| Virtus Padova         | ...      | Padova                 | PalaSport Rubano               | 5ª in Serie B Girone B                            |
| Omnia Pavia           | ...      | Pavia                  | PalaRavizza                    | 10ª in Serie B Girone A                           |
| Coronaplatina Piadena | ...      | Piadena                | Pala MG.Kvis                   | 1ª in Serie C Gold Lombardia, promossa ai playoff |
| Sangiorgese Basket    | ...      | San Giorgio su Legnano | PalaBertelli                   | 6ª in Serie B Girone A                            |
| Rucker SanVe          | ...      | San Vendemiano         | PalaSaccon                     | 8ª in Serie B Girone B                            |
| Gilbertina Soresina   | ...      | Soresina               | Palazzetto "Città di Soresina" | 3ª in Serie C Gold Lombardia, promossa ai playoff |
| Robur Varese          | ...      | Varese                 | PalaCampus                     | 11ª in Serie B Girone A                           |
| Vicenza               | ...      | Vicenza                | Palasport Città di Vicenza     | 7ª in Serie B Girone B                            |
| Pall. Vigevano        | ...      | Vigevano               | PalaBasletta                   | 4ª in Serie B Girone A                            |

### Classifica
|  | Pos. | Squadra                     | Pt | G  | V  | P  | PtF  | PtS  | Dif  |
|  | ---- | --------------------------- | -- | -- | -- | -- | ---- | ---- | ---- |
|  | 1.   | Vaporart Bernareggio        | 38 | 23 | 19 | 4  | 1828 | 1535 | +293 |
|  | 2.   | Rucker Sanve San Vendemiano | 36 | 22 | 18 | 4  | 1596 | 1441 | +155 |
|  | 3.   | Antenore Energia Padova     | 32 | 23 | 16 | 7  | 1629 | 1522 | +107 |
|  | 4.   | Omnia Basket Pavia          | 28 | 22 | 14 | 8  | 1574 | 1456 | +118 |
|  | 5.   | Gimar Lecco                 | 28 | 22 | 14 | 8  | 1598 | 1583 | +15  |
|  | 6.   | Pontoni Monfalcone          | 26 | 23 | 13 | 10 | 1692 | 1673 | +19  |
|  | 7.   | Elachem Vigevano            | 24 | 22 | 12 | 10 | 1670 | 1533 | +137 |
|  | 8.   | Vega Mestre                 | 22 | 22 | 11 | 11 | 1627 | 1570 | +57  |
|  | 9.   | LTC Sangiorgese             | 20 | 22 | 10 | 12 | 1460 | 1518 | -58  |
|  | 10.  | MG.Kvis Piadena             | 20 | 22 | 10 | 12 | 1632 | 1750 | -118 |
|  | 11.  | Ferraroni Cremona           | 18 | 21 | 9  | 12 | 1427 | 1457 | -30  |
|  | 12.  | Tramarossa Vicenza          | 16 | 22 | 8  | 14 | 1532 | 1624 | -92  |
|  | 13.  | Gordon Olginate             | 16 | 23 | 8  | 15 | 1629 | 1713 | -84  |
|  | 14.  | Pallacanestro Crema         | 12 | 22 | 6  | 16 | 1494 | 1591 | -97  |
|  | 15.  | Coelsanus Varese            | 12 | 23 | 6  | 17 | 1630 | 1766 | -136 |
|  | 16.  | Gilbertina Soresina         | 8  | 22 | 4  | 18 | 1474 | 1760 | -286 |

Legenda:

      Qualificate ai Play Off
      Ammesse ai Play Out
      Retrocesse in Serie C regionale
 Promossa dopo i play-off in Serie A2 2021-2022.
 Retrocessa in Serie C Regionale.

## Girone C

### Squadre
| Squadra             | Stagione | Città              | Palazzetto                             | Stagione precedente                                    |
| ------------------- | -------- | ------------------ | -------------------------------------- | ------------------------------------------------------ |
| Stamura Ancona      | ...      | Ancona             | PalaRossini                            | 11ª in Serie B Girone C                                |
| Benedetto XIV Cento | ...      | Cento              | Milwaukee Dinelli Arena                | 15ª in Serie A2 Girone Est, retrocesso                 |
| Tigers Cesena       | ...      | Cesena             | Tigers Arena                           | 3ª in Serie B Girone B                                 |
| Pall. Teate Chieti  | ...      | Chieti             | PalaTricalle Sandro Leombroni          | 2ª in Serie B Girone C                                 |
| Virtus Civitanova   | ...      | Civitanova Marche  | PalaRisorgimento                       | 9ª in Serie B Girone C                                 |
| Janus Fabriano      | ...      | Fabriano           | PalaChemiba (Cerreto d'Esi)            | 3ª in Serie B Girone C                                 |
| Raggisolaris Faenza | ...      | Faenza             | PalaCattani                            | 4ª in Serie B Girone B                                 |
| Giulia Giulianova   | ...      | Giulianova         | PalaCastrum                            | 10ª in Serie B Girone C                                |
| Aurora Jesi         | ...      | Jesi               | PalaTriccoli                           | 16ª in Serie A2 Girone Est, retrocesso                 |
| Sutor Montegranaro  | ...      | Montegranaro       | Palazzetto dello sport di Montegranaro | 5ª in Serie C Gold Marche, promossa ai playoff         |
| Flying Ozzano       | ...      | Ozzano             | PalaReggini                            | 11ª in Serie B Girone B                                |
| Bakery Piacenza     | ...      | Piacenza           | PalaFranzanti                          | 14ª in Serie A2 Girone Est, retrocesso                 |
| Basket P.S.E.       | ...      | Porto Sant'Elpidio | Palasport Comunale                     | 13ª in Serie B Girone C                                |
| Pall. Senigallia    | ...      | Senigallia         | PalaPanzini                            | 6ª in Serie B Girone C                                 |
| Rinascita B. Rimini | ...      | Rimini             | PalaFlaminio                           | 1ª in Serie C Gold Emilia-Romagna, promossa ai playoff |
| Teramo 1960         | ...      | Teramo             | PalaScapriano                          | 12ª in Serie B Girone C                                |

### Classifica
|  |     | Classifica stagione regolare | PT | G  | V  | P  | PF   | PS   | Diff |
|  | --- | ---------------------------- | -- | -- | -- | -- | ---- | ---- | ---- |
|  | 1.  | Ristopro Fabriano            | 38 | 24 | 19 | 5  | 1822 | 1564 | +258 |
|  | 2.  | Tramec Cento                 | 36 | 23 | 18 | 5  | 1755 | 1521 | +234 |
|  | 3.  | Amadori Tigers Cesena        | 32 | 23 | 16 | 7  | 1644 | 1508 | +136 |
|  | 4.  | Albergatore Pro Rimini       | 32 | 23 | 16 | 7  | 1771 | 1696 | +75  |
|  | 5.  | Bakery Piacenza              | 30 | 22 | 15 | 7  | 1581 | 1438 | +143 |
|  | 6.  | Esa Italia Chieti            | 28 | 23 | 14 | 9  | 1732 | 1658 | +74  |
|  | 7.  | Rossella Civitanova          | 26 | 23 | 13 | 10 | 1644 | 1644 | 0    |
|  | 8.  | New Flying Balls Ozzano      | 24 | 23 | 12 | 11 | 1618 | 1660 | -42  |
|  | 9.  | Aurora Basket Jesi           | 22 | 22 | 11 | 11 | 1549 | 1553 | -4   |
|  | 10. | Rekico Faenza                | 22 | 23 | 11 | 12 | 1703 | 1662 | +41  |
|  | 11. | Giulianova Basket 85         | 18 | 23 | 9  | 14 | 1552 | 1683 | -131 |
|  | 12. | Goldengas Senigallia         | 16 | 22 | 8  | 14 | 1692 | 1706 | -14  |
|  | 13. | Premiata Montegranaro        | 16 | 24 | 8  | 16 | 1718 | 1825 | -107 |
|  | 14. | Luciana Mosconi Ancona       | 14 | 23 | 7  | 16 | 1608 | 1731 | -123 |
|  | 15. | Adriatica Press Teramo       | 8  | 22 | 4  | 18 | 1454 | 1708 | -254 |
|  | 16. | Porto Sant'Elpidio Basket    | 4  | 23 | 2  | 21 | 1539 | 1825 | -286 |

Legenda:

      Qualificate ai Play Off
      Ammesse ai Play Out
      Retrocesse in Serie C regionale

## Girone D

### Squadre
| Squadra           | Stagione | Città          | Palazzetto             | Stagione precedente                              |
| ----------------- | -------- | -------------- | ---------------------- | ------------------------------------------------ |
| Scandone Avellino | ...      | Avellino       | PalaDelMauro           | 8ª in Serie A                                    |
| Lions Bisceglie   | ...      | Bisceglie      | PalaDolmen             | 5ª in Serie B Girone C                           |
| Virtus Cassino    | ...      | Cassino        | PalaVirtus             | 15ª in Serie A2 Girone Ovest, retrocesso         |
| Basket Corato     | ...      | Corato         | PalaLosito             | 7ª in Serie B Girone C                           |
| Formia            | ...      | Formia         | Palasport (Scauri)     | 2ª in Serie C Gold Lazio, promossa ai playoff    |
| Olimpia Matera    | ...      | Matera         | PalaSassi              | 4ª in Serie B Girone D                           |
| Nardò Basket      | ...      | Nardò          | PalaAndreaPasca        | 8ª in Serie B Girone C                           |
| Palestrina        | ...      | Palestrina     | PalaIaia               | 2ª in Serie B Girone D                           |
| Virtus Pozzuoli   | ...      | Pozzuoli       | PalaTrincone           | 14ª in Serie B Girone D                          |
| LUISS Roma        | ...      | Roma           | PalaLuiss              | 7ª in Serie B Girone D                           |
| Stella Azzurra    | ...      | Roma           | Palasport              | 8ª in Serie B Girone D                           |
| Ruvo di Puglia    | ...      | Ruvo di Puglia | PalaColombo            | 4ª in Serie C Gold Puglia, promossa ai playoff   |
| PSA               | ...      | Sant'Antimo    | PalaPuca               | 1ª in Serie C Gold Campania, promossa ai playoff |
| Virtus Salerno    | ...      | Salerno        | Palasport di Capriglia | 3ª in Serie B Girone D                           |
| Basket Scauri     | ...      | Scauri         | Palasport              | 10ª in Serie B Girone D                          |
| Virtus Valmontone | ...      | Valmontone     | Tensostruttura         | 12ª in Serie B Girone D                          |

### Classifica
|  |     | Classifica stagione regolare | PT | G  | V  | P  | PF   | PS   | Diff |
|  | --- | ---------------------------- | -- | -- | -- | -- | ---- | ---- | ---- |
|  | 1.  | Citysightseeing Palestrina   | 42 | 23 | 21 | 2  | 1843 | 1603 | +240 |
|  | 2.  | Virtus Salerno               | 38 | 23 | 19 | 4  | 1861 | 1590 | +271 |
|  | 3.  | Bawer Matera                 | 36 | 23 | 18 | 5  | 1769 | 1592 | +177 |
|  | 4.  | Lions Bisceglie              | 32 | 24 | 16 | 8  | 1932 | 1774 | +158 |
|  | 5.  | Geko PSA Sant'Antimo         | 28 | 24 | 14 | 10 | 1802 | 1745 | +57  |
|  | 6.  | LUISS Roma                   | 26 | 23 | 13 | 10 | 1690 | 1669 | +21  |
|  | 7.  | Edil Fratà Nardò             | 26 | 24 | 13 | 11 | 1712 | 1663 | +49  |
|  | 8.  | Tecno Switch Ruvo di Puglia  | 24 | 23 | 12 | 11 | 1747 | 1756 | -9   |
|  | 9.  | Adriatica Industriale Corato | 24 | 24 | 12 | 12 | 1637 | 1684 | -47  |
|  | 10. | Special Days Valmontone      | 24 | 24 | 12 | 12 | 1691 | 1688 | +3   |
|  | 11. | Bava Shop Pozzuoli           | 20 | 24 | 10 | 14 | 1716 | 1834 | -118 |
|  | 12. | Stella Azzurra Roma          | 14 | 23 | 7  | 16 | 1584 | 1696 | -112 |
|  | 13. | BPC Virtus Cassino           | 14 | 24 | 7  | 17 | 1769 | 1909 | -140 |
|  | 14. | Meta Formia                  | 14 | 24 | 7  | 17 | 1736 | 1873 | -137 |
|  | 15. | Scandone Avellino            | 10 | 24 | 5  | 19 | 1566 | 1801 | -235 |
|  | 16. | Silva Group Scauri           | 6  | 24 | 3  | 21 | 1651 | 1829 | -178 |

Legenda:

      Qualificate ai Play Off
      Ammesse ai Play Out
      Retrocesse in Serie C regionale

## Play-off
- Quarti di finale al meglio delle tre gare: si qualifica la squadra che vince due incontri. L'ordine delle partite è: gara-1 ed eventuale gara-3 in casa della meglio classificata; gara-2 in casa della peggior classificata.
- Semifinali e finali al meglio delle cinque gare: si qualifica la squadra che vince tre incontri. L'ordine delle partite è: gara-1, gara-2 ed eventuale gara-5 in casa della meglio classificata; gara-3 ed eventuale gara-4 in casa della peggior classificata.

## Verdetti
- Retrocesse in Serie C regionale:
- Vincitrice Coppa Italia Serie B: Non disputata
- Ripescate in Serie B: Green Basket Palermo,[15] Virtus Pozzuoli [16]
- Ripescate in Serie A2: Benedetto XIV Cento, Pallacanestro Teate Chieti, Stella Azzurra Roma.
- Non ammesse alla stagione successiva: Gilberta Soresina, Basket Lecco